# Batalha de Quebracho Herrado
Batalha de Quebracho Herrado (em castelhano:  Batalla de Quebracho Herrado} foi uma batalha travada durante as guerras civis da Argentina e Uruguai,  travado em 28 de novembro de 1840, a leste da província de Córdoba na Argentina.
A vitoria foi do exército da Confederação Argentina, ao comando do ex-presidente uruguaio, Manuel Oribe sobre o exército unitario da Coalición del Norte dirigido por Juan Lavalle.

## Bibliografía
- Quesada, Ernesto, Lavalle y la batalla de Quebracho Herrado, Ed. Plus Ultra, Bs. As., 1965.
- Aráoz de Lamadrid, Gregorio, Memorias, Bs. As., 1895.
- Saldías, Adolfo, Historia de la Confederación Argentina, Bs. As., 1892.
- Sosa de Newton, Lilly, Lavalle, Ed. Plus Ultra, Bs. As., 1973.
- Beverina, Juan, Las campañas de los ejércitos libertadores 1838-1852, Bs. As., 1923.
- Marley, David (1998). Wars of the Americas: A Chronology of Armed Conflict in the New World, 1492 to the Present. Santa Bárbara: ABC-CLIO. ISBN 0-87436-837-5.